# 塞提二世
塞提二世 Seti II，古埃及第十九王朝法老（约公元前1200年—约公元前1194年在位）。麦伦普塔赫之子，拉美西斯二世之孙。塞提是他的真名，他的王衔（拉名）是Userkheprure—setpenre，意思是“拉显示了力量—被拉选中”。
在塞提二世即位之前，有一个叫阿蒙麦西斯的人统治着埃及，他可能是个篡位者。考古学家几乎对塞提二世的统治情况几乎一无所知。由于统治时间极短，除了可能续建了部分卡纳克神庙外，塞提二世没有留下什么成绩。塞提二世的妻子是塔哈特二世和塔乌斯雷特。塞提二世是拉美西斯三世惟一承认的十九王朝后期统治者。